# Série novela
 (octobre 2024).
Si vous disposez d'ouvrages ou d'articles de référence ou si vous connaissez des sites web de qualité traitant du thème abordé ici, merci de compléter l'article en donnant les références utiles à sa vérifiabilité et en les liant à la section « Notes et références ».
La série novela est une appellation moderne visant à succéder à la telenovela classique qui commence un peu à s'épuiser, à être en perte de vitesse.[réf. nécessaire]

## Description et histoire
La série novela (série romance, traduction littéraire) ou série narco novela est le nouveau genre moderne se rapprochant en se rapportant aux telenovelas à l'ancienne, sauf que désormais au lieu que l'histoire se boucle sur une seule période, la série novela enchaîne pour sa part les saisons multiples. Ce nouveau format commence à se répandre de plus en plus. Les réseaux de productions des telenovelas dans le monde ont compris que pour garder le public accroché, il fallait faire évoluer la telenovela classique, d'autant que l'âge d'or des telenovelas remontent au temps de la radio, avant la télévision, avec la radio novela, tout comme le soap opéra (feuilleton télévisé) a démarré à la radio et dans les journaux sous forme de roman feuilleton. De même que la sitcom (comédie de situation) ancienne et ses rires en coins tient ses véritables racines du théâtre. La chaîne et réseau de production, Telemundo a été la première plus au moins à essayer d'adopter ce format et plusieurs sociétés comme Televisa qui est une grosse entreprise en termes de telenovelas en produisant en quantité depuis 1958, songe à s'orienter sérieusement à l'avenir sur ce genre car leurs telenovelas commencent à avoir moins de succès ces dernières années. Cependant, la telenovela fonctionne encore et n'est pas près de mourir de sitôt, même si une lassitude se fait ressentir par la répétition des scénarios. Mais Internet, le replay et les applications modernes sont aussi des raisons majeures à ce constat de baisse d’audiences affligeant, n'arrangeant pas la situation des dirigeants et des producteurs. Caracol Televisión a aussi produit plusieurs séries à succès. Désormais, les plateformes, notamment l'entreprise Netflix arbore aussi cela avec aisance. Le nombre d'épisodes peut devenir conséquent si la série novela perdure des années mais il y a aussi des formats avec des saisons assez courtes, comme 13 ou 50 épisodes, au lieu de saisons plus importantes en épisodes, comme 90 ou 100 épisodes. Généralement, une saison ne dépasse pas 100 épisodes car le but d'une saison n'est pas de privilégier la longueur mais la qualité de production et le soin apporté à faire une intrigue forte pour que le public ne se lasse pas immédiatement pour pouvoir ensuite enchaîner des suites. Souvent, la saison se termine sur un suspense très fort. La série novela concerne aussi la narconovela et la teen-novela. La série novela, à l'inverse des telenovelas contient souvent plus de violence, appuyé par des histoires de drogue, de monstruosité humaine. L'antagoniste est vraiment ignoble envers le protagoniste principal, encore plus que dans une telenovela. Le héros principal est lui aussi moins sympathique suscitant moins l'empathie du public.

## Séries novelas à succès actuellement proposées
- 2011 - : La Reina del sur (2 saisons - en cours)
- 2013 - : El señor de los Cielos (7 saisons - en cours)
- 2014 - 2019 : Señora Acero (5 saisons - arrêt de production prévu)
- 2016 - 2017 : La querida del Centauro (2 saisons)
- 2016 - : Sin senos sí hay paraíso (4 saisons - en cours) faisant suite à Sin senos no hay paraíso (2008)
- 2016 - : La Doña (2 saisons - en cours)
- 2018 - : Enemigo íntimo (2 saisons - en cours)